# Salim Tamari
Salim Tamari (Jaffa, Mandato Británico de Palestina, 1945) es un sociólogo, profesor de sociología y escritor palestino. Es profesor de la Universidad de Birzeit, editor de la revista Jerusalem Quarterly y fue director del Institute for Jerusalem Studies.

## Biografía
Nació en Jaffa en 1945, cuando la región estaba bajo mandato británico, pero su familia tuvo que huir en 1948. Se refugiaron en las cercanías de Ramala, en Cisjordania, donde Samir cursó estudios en el Birzeit College. Se licenció en Ciencias Políticas en la Universidad Drew, en Nueva Jersey, y obtuvo un máster en sociología en la Universidad de New Hampshire (Estados Unidos). Completó sus estudios doctorándose en sociología por la universidad de Mánchester en 1983.
Desde 1971, es profesor de sociología en la Universidad de Birzeit donde codirige la Mediterranean Studies Unit (Unidad de Estudios Mediterráneos) desde 1994. A partir de 1991, formó parte del comité sobre refugiados que participó en las negociaciones de paz que se iniciaron en Madrid. En septiembre de 1994, fue nombrado director del Institute for Jerusalem Studies, una filial del Institute of Palestine Studies con sede en Beirut, que publica la revista Jerusalem Quarterly File, de la que es editor. Es también editor de la revista Hawliyyat al Quds.
Profesor de dilatada carrera y renombre internacional, ha sido profesor invitado por la Universidad de California en Berkeley (2005, 2007, 2008), por el Clare College de la Universidad de Cambridge (2008), y por el Programa Aga Khan sobre Arquitectura Islámica del Instituto Tecnológico de Massachusetts (MIT); desde 2002 da conferencias sobre estudios mediterráneos en la Universidad Ca' Foscari de Venecia y fue profesor adjunto en el Center for Contemporary Arab Studies de la Universidad de Georgetown. Ha dado conferencias en la Universidad de Nueva York (2001-2003), de Cornell (1997), y la Universidad de Chicago (1991-92).
Está casado con la arquitecta y escritora palestina Suad Amiry, y reside en Ramala.

## Publicaciones
Samir Tamari ha publicado obras sobre cultura urbana, sociología política e historia social de Oriente Medio y en particular de Palestina, basándose en material de archivo, biografías y diarios. Entre sus publicaciones más recientes se encuentran:
- Pilgrims, Lepers, and Stuffed Cabbage: Essays on Jerusalem's Cultural History, junto con I. Nassar, 2005
- Essays on the Cultural History of Ottoman and Mandate Jerusalem, editor, 2005
- Biography and Social History of Bilad al Sham, junto con I. Nassar, 2007
- Ihsan's War: The Intimate Life of an Ottoman Soldier, 2008
- The Mountain Against the Sea, 2008
- Year of the Locust - A Soldier's Diary and the Erasure of Palestine's Ottoman Past, 2011

Publicó dos obras relativas a las negociaciones sobre la cuestión de los refugiados palestinos, que se desarrollaron en el marco de los acuerdos de Oslo:
- From Madrid to Oslo II, 1996
- Jerusalem 1948, 1999

Obras colectivas:
- Jerusalem 1948: The Arab Neighborhoods and their Fate in the War, 1999
- Palestine, Israel, and the Politics of Popular Culture, 2005
- Exile and Return: Predicaments of Palestinians and Jews, 2005
- The Struggle for Sovereignty: Palestine and Israel, 1993-2005, 2006
- Israel and the Palestinian refugees, 2007
- Across the Wall: Narratives of Israeli-Palestinian History, 2010